# 艾默里·洛文斯
艾默里·洛文斯 （英語：Amory Bloch Lovins，1947年11月13日—） 是美国作家、物理学家、和落基山研究所前主席/首席科学家。他曾寫過能源政策及相关领域的文章，并于2011年至2018年在石油行业游说团体美国国家石油委员会中任职。